# Camilo Augusto de Miranda Rebocho Vaz
Camilo Augusto de Miranda Rebocho Vaz GOC • OA • ComA, (Avis, 7 de outubro de 1920 - Coimbra, 23 de dezembro de 1998) foi um militar e administrador colonial português.

## Biografia
Nasceu a 7 de Outubro de 1920, em Avis, e morreu a 23 de Dezembro de 1998, em Coimbra. Passou a infância em Góis, Oeiras, Cantanhede e Coimbra.
Termina os estudos liceais em Coimbra fazendo os preparatórios na Universidade de Coimbra para ingressar na Academia Militar.
Em 1940, entrou para a Academia Militar para a Arma de Infantaria. Em 1942/43 seguiu para Mafra a fim de fazer o Tirocínio a Aspirante Oficial. Colocação em 1943 como Oficial do Quadro Permanente no Regimento de Infantaria 10, em Aveiro. Foi mobilizado para os Açores, em 1943,ficando a prestar serviço nas Ilhas do Faial e Terceira (Angra do Heroísmo).
Depois da II Guerra Mundial, regressa ao Continente, onde foi destacado para Coimbra e Figueira da Foz. Na década seguinte foi mobilizado para Luanda, como 2º Comandante da Escola de Quadros Militares, onde ficou cinco anos, ( 1950-1955 )
Novamente em Portugal, foi colocado no Quartel de Figueira da Foz, mas também participou em Santa Margarida em Manobras Militares. Frequentou o Curso de Oficial Superior, tendo estado na República Federal Alemã, tomando parte em exercícios de Postos de Comando. após o qual, já como major, foi destacado para Lamego e Abrantes. Em 1960 foi mobilizado para Angola, onde tem várias funções, como 2º Comandante do R.I.L. Regimento de Infantaria de Luanda.  Mobilizou e dirigiu o Batalhão Eventual de Malange, em 04 de fevereiro de 1961, destacado na Baixa de Cassange, seguindo em fim de março o Batalhão do Quanza Norte, pelas ocorrências militares, sofrendo várias emboscadas, sendo nomeado em Maio de 1961 Governador de Distrito do Uíge.
De 1966 a 1971 e em 1971 e 1972, exerceu o cargo de Governador-geral da Província de Angola e do Estado de Angola, respectivamente

## Condecorações
A 2 de Fevereiro de 1959 foi feito Oficial da Ordem Militar de Avis.
A 25 de Março de 1971 foi elevado a Comendador da Ordem Militar de Avis . A 29 de Janeiro de 1971 foi agraciado com a Medalha de Ouro de Serviços Distintos com Palma e a 25 de Outubro de 1972 foi feito Grande-Oficial da Ordem Militar de Cristo.